# Passo dell'Abetone
Il passo dell'Abetone è un valico stradale dell'Appennino settentrionale, che si trova al limite settentrionale della provincia di Pistoia nel paese di Abetone, presso il confine con la provincia di Modena.
La strada statale 12 dell'Abetone e del Brennero percorre il passo che collega attraverso l'Appennino tosco-emiliano l'Italia settentrionale con quella centrale.
Il tratto stradale da Pistoia a Modena venne progettato e realizzato per accordi fra il Granducato di Toscana ed il Ducato di Modena nella metà del XIX secolo ed ha portato a lungo il nome di strada Giardini-Ximenes dai nomi dei due progettisti.